# Pedro Estala
Pedro Mariano Estala Ribera, de nombre religioso Pedro de los Ángeles, Sch. P. (Daimiel, Ciudad Real, 1 de agosto de 1757–Auch, Gers, Francia, 29 de abril de 1815), fue un escritor, helenista, filólogo, traductor, crítico literario, editor y religioso escolapio español, secularizado como infidente canónigo de Toledo. Conspicuo masón y "famoso traidor" afrancesado colaborador con el gobierno de José I Bonaparte.

## Biografía
Su familia era originaria de Valencia, su madre nació en Alicante y se casó con Hipólito Casiano Antonio Estala el 10 de febrero de 1754. El abuelo paterno, Joseph Estala Valero, también era valenciano y se casó con la manchega María Josefa Lozano Ruiz de Valdelomar, que nació en Daimiel y era de origen noble; de ahí que Estala sustituyera a menudo su segundo apellido por Valdelomar. La pareja tuvo nueve hijos, de los cuales Pedro fue el tercero.
Estala probablemente se educó en una escuela de Escolapios de Madrid. En 1778 ingresó como catedrático en el Colegio de San Fernando del barrio de Lavapiés, donde impartió clases de Humanidades hasta 1788, cuando fue nombrado catedrático de Retórica y Griego en el Seminario Conciliar de San Carlos de Salamanca, durante la época dorada de la Orden de las Escuelas Pías, recientemente restauradas por Felipe Scío de San Miguel para que se promueva el estudio de las lenguas clásicas en sustitución de la Compañía de Jesús, expulsada en este campo. Contrariamente a las afirmaciones de Menéndez Pelayo, al alegar que no hay constancia de que Estala haya estudiado filosofía y teología en Salamanca. Pero a menudo viaja a Salamanca desde 1776, vinculado a Felipe Bertrán, obispo de Salamanca desde 1763 y desde 1774 inquisidor general. Fue este importante protector de Estala, que era valenciano, como su familia paterna, quien creó el Seminario de San Carlos de Salamanca donde Estala se convirtió en profesor de retórica y griego en 1788.
En Salamanca tuvo amistad con los componentes de la que sería llamada Escuela literaria salmantina, encabezada, en un principio, por José Cadalso y por Juan Meléndez Valdés, en la que, como los demás componentes, tomó un nombre poéticoː Damón.

## Obra
- Solemnes exequias celebradas en la santa iglesia de Salamanca y Real Seminario de San Carlos en la traslación del cadáver del Excelentísimo Señor Don Felipe Bertrán, Obispo de Salamanca, Inquisidor General, caballero prelado, Gran Crus de la Real y distinguida orden española de Carlos III, 1790.
- Viaje al Parnaso, publicado por María Elena Arenas Cruz en Cuadernos de la Ilustración y el Romanticismo, N.º 10 (2002).
- El viajero universal o noticia del mundo antiguo y nuevo, obra recopilada de los mejores viajeros, traducida al castellano y corregido el original e ilustrado con notas por don Pedro Estala, Madrid, 1795-1801, 43 vols.
- "Discurso sobre la tragedia", en su traducción de Sófocles, Edipo tirano, 1793.
- "Discurso sobre la comedia", en su traducción de Aristófanes, El Pluto, 1794.
- Prólogo a Poesías de Francisco de Figueroa, llamado el Divino, 1785.
- Prólogo a Rimas del doctor Bartolomé Leonardo de Argensola, 1786.
- Prólogo a Rimas de Fernando de Herrera, 1786.
- Prólogo a Rimas de don Juan de Jáuregui, 1786.
- Prólogo a Rimas del secretario Lupercio Leonardo de Argensola, 1786.
- Prólogo a Poesías de don Luis de Góngora y Argote, 1789.
- Prólogo a Lope de Vega, Rimas humanas y divinas del licenciado Tomé de Burguillos, 1792.
- "Prólogo" a Obras de Christóbal de Castillejo, secretario del emperador don Fernando, 1792.
- "La sombra de Nelson de Inarco Celenio, P. A., traducida en tonto para los que no saben otra lengua que esta", en Minerva o el Revisor General núm. XXV, 24 de diciembre de 1805, pp. 217-220.
- El Imparcial o Gaceta Político - Literaria, Madrid, marzo-agosto de 1809.
- Traducción de Jean-Jacques Rousseau, El contrato social, 1812.
- Cuentos morales de Marmontel, traducidos por don Pedro Estala, Valencia, Salvá, 1813.
- Bello gusto satírico-crítico de inscripciones para la inteligencia de la ortografía castellana, Madrid, 1785 (firma con el seudónimo de Claudio Bachiller Rosillo)
- Los cinco libros sobre las opiniones de los filósofos de Plutarco traducidos del griego e ilustrados, Madrid, 1793, traducción manuscrita.
- Cartas de un español a un anglómano, Madrid, 1795, reimpresas en Londres, 1804, Cádiz, 1805 y Madrid, 1815; hay reimpresiones posteriores.
- Compendio de la Historia Natural de Buffon, traducido e ilustrado por Don Pedro Estala, presbítero, Imp. de Villalpando, 1802-1811
- "Cartas a Forner" (publicadas en el Boletín de la Academia de la Historia, t. LVIII, 1914.